# 圣安娜 (杜省)
圣安娜（法語：Sainte-Anne，法語發音：[sɛ̃t an]）是法国杜省的一个市镇，位于该省西南部，属于贝桑松区。

## 地理
圣安娜（46°57'16"N, 5°59'7"E）面积6.64 平方千米，位于法国勃艮第-弗朗什-孔泰大區杜省，该省份为法国东部内陆省份，北起上索恩省，西接汝拉省，东部及东南部与瑞士接壤，东北部与贝尔福地区省接壤。
与圣安娜接壤的市镇（或旧市镇、城区）包括：克鲁泽米热特、楠苏圣安娜、阿蒙新城、塞尔南、杜尔农、热赖斯。

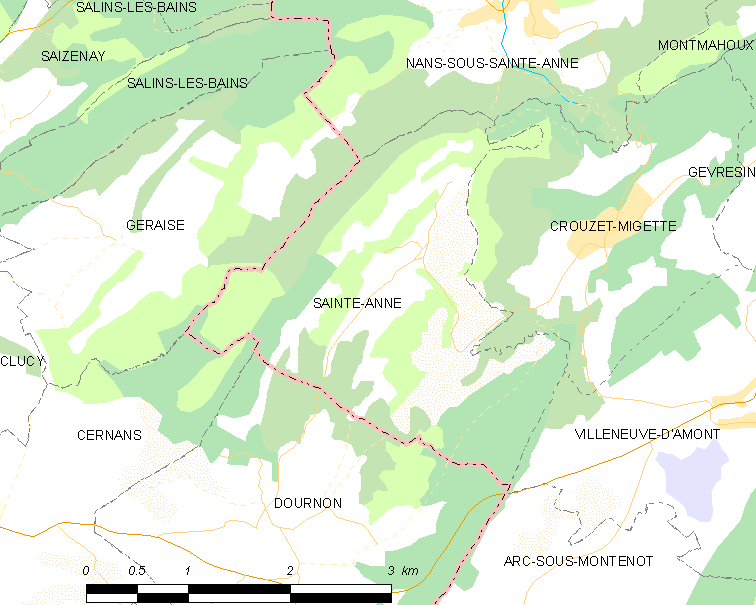
的OSM定位图

圣安娜的时区为UTC+01:00、UTC+02:00（夏令时）。

## 行政
圣安娜的邮政编码为25270，INSEE市镇编码为25513。

## 政治
圣安娜所属的省级选区为奥尔南县。

## 人口

1962-2008年间人口变化图示

圣安娜于2022年1月1日时的人口数量为52人。